# Джерело б/н (Циганівці)
Джерело б/н — гідрологічна пам'ятка природи місцевого значення в Україні. Розташована на території Ужгородського району Закарпатської області, в селі Циганівці (територія табору «Трембіта»).
Площа 5 га. Статус отриманий у 1984 році. Перебуває у віданні: Львівське управління залізницею.
Статус присвоєно для збереження джерела мінеральної води та прилеглої до нього території. Вода гідрокарбонатно-кальцієво-магнієва, загальна мінералізація — 0,27 г/л. Мікроелементи — нікель. Лікування органів травлення.